# Nylon (Band)
Nylon war eine Band aus Berlin. Ihren Stil kennzeichnete die Vermischung von bekanntem Liedgut, Schlagern und Chansons mit Electronica- und Jazz-Elementen.

## Geschichte
Im Frühjahr 2004 hatten die Micatone-Mitglieder Hagen Demmin und Paul Kleber beim Hören von Hildegard Knef die Idee, solch ältere Musik in ein moderneres Gewand zu verpacken. Mit drei weiteren, befreundeten Musikern gründeten sie dazu die Band Nylon. Bereits im Juli erschien mit Die Liebe kommt ihr erstes Album, auf dem zwölf Songs von Marlene Dietrich bis Ideal neu interpretiert wurden.
Im September 2005 folgte das zweite Album Eine kleine Sehnsucht. Es enthielt nur noch drei Coverversionen neben sieben eigene Kompositionen, nachdem diese zuvor auf einer Tour eigene Stücke beim Publikum gut angekommen waren.
Zwei Jahre später erschien 2007 das dritte und letzte Album 10 Lieder über die Liebe. Entgegen dem Titel fanden sich in ihm elf Titel statt zehn, darunter fünf eigene Stücke, die Erstveröffentlichung eines fremden Stücks sowie fünf Cover-Songs von Carole King, Hildegard Knef (Komposition Günter Noris) und gleich dreimal Manfred Krug alias Clemens Kerber (Kompositionen Günther Fischer).
Das Bandprojekt endete spätestens mit Lisa Bassenges Anfang 2011 veröffentlichtem Soloalbum Nur fort. Im Jahr darauf folgte mit Wish I Was Here erstmals seit 2005 auch wieder ein neues Album der Micatone-Musiker.

## Diskografie
- 2004: Die Liebe kommt (Universal Jazz Germany, DE: Gold (German Jazz Award))[2]
- 2005: Eine kleine Sehnsucht (Universal Jazz Germany)
- 2007: 10 Lieder über Liebe (Universal Jazz Germany)